# The Pipettes

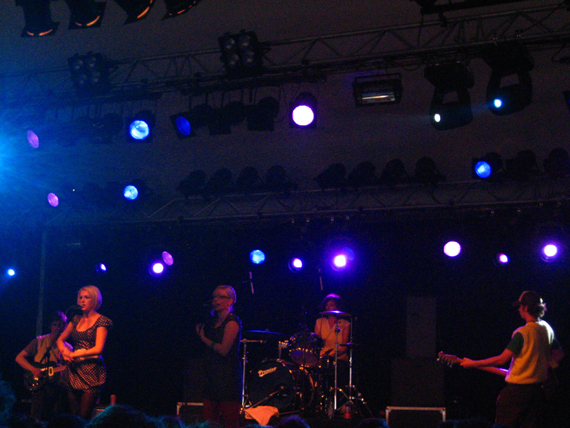
The Pipettes op Pukkelpop 2006.

The Pipettes zijn een popgroep uit Brighton (Engeland).

## Overzicht
De promotor Robert "Monster Bobby" Barry vormde in 2003 The Pipettes met de intentie om het traditionele Phil Spector popgeluid in een modern jasje te steken. Hiervoor rekruteerde hij drie frontvrouwen om het gezicht van de groep te worden. De mannelijke achtergrondmuzikanten (officieel "The Cassette" genoemd) verschenen zelden in interviews of op promotiefoto's en voegden zo iets mysterieus toe, dat de rol van de zangeressen moest benadrukken. De groep kende haar eerste volledige bezetting rond het midden van 2004. In de jaren erna veranderde de line up regelmatig en uiteindelijk was er van de oorspronkelijke leden niemand meer over. Na een geflopte tweede cd, ging de groep in 2011 uit elkaar. 

## Bandleden
- Gwenno – Zang en synthesizer
- Rose – Zang en synthesizer
- Becki – Zang
- Bobby – Gitaar
- Jon – Bas
- Seb – Synthesizer
- Joe – Drums

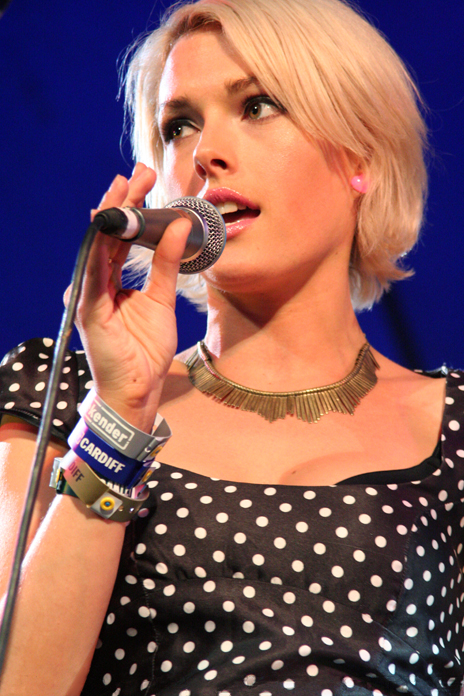
Gwenno
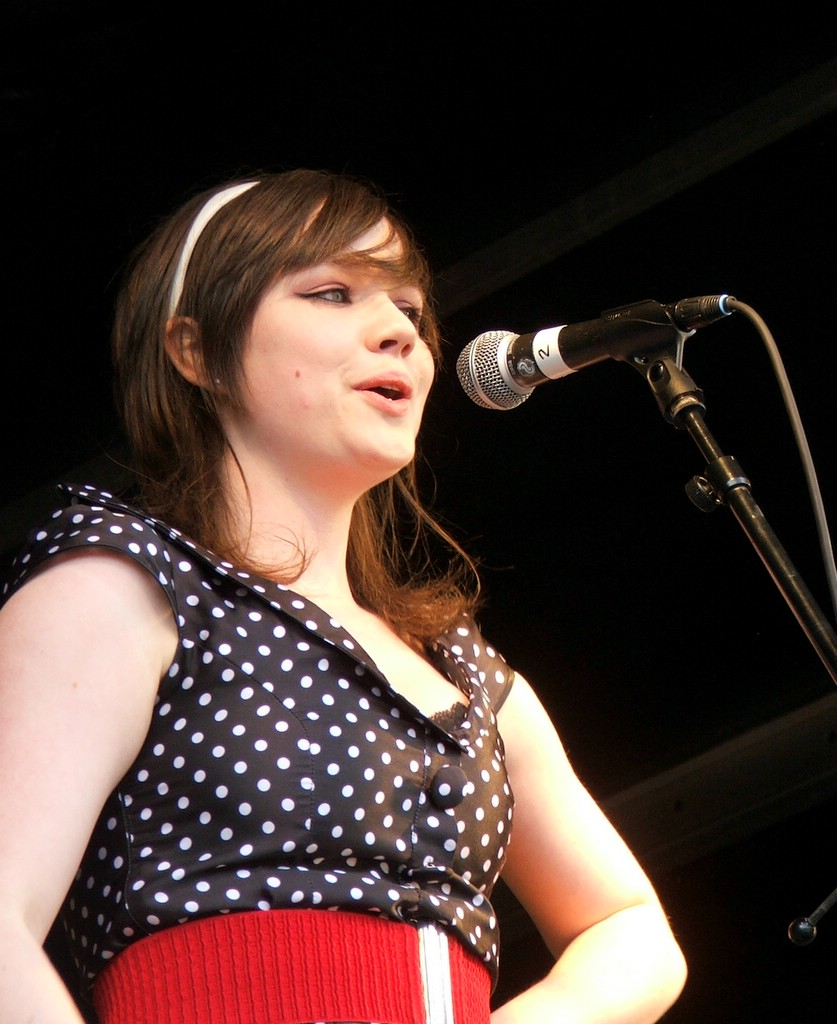
Rosay (Rose)
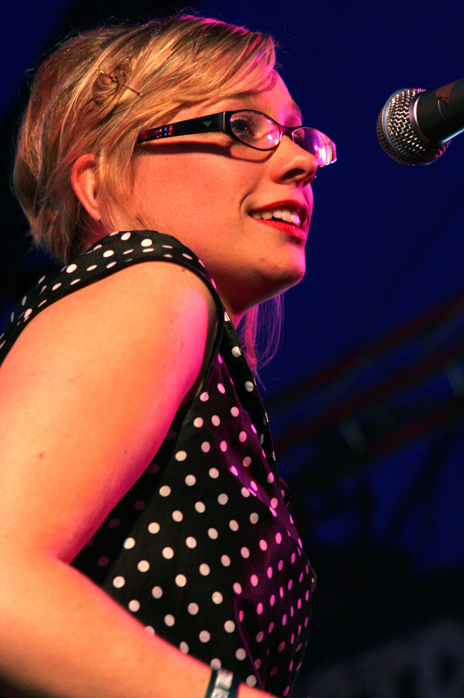
Becki